# 雪碧

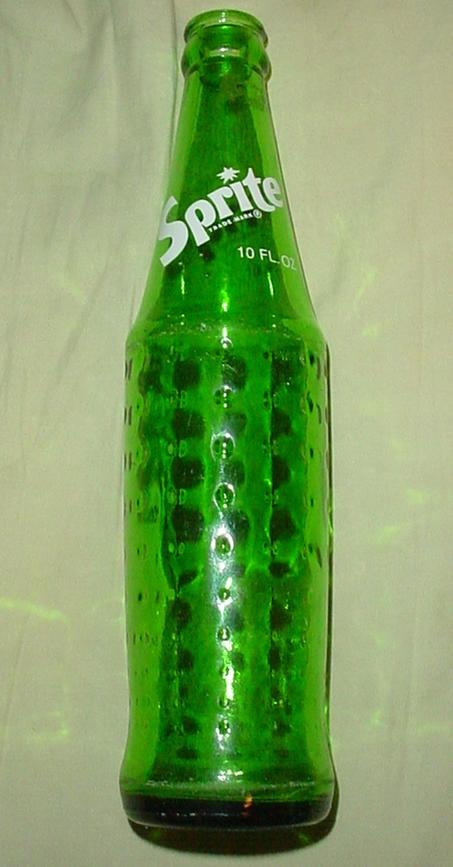
200毫升樽裝雪碧飲品

雪碧（英語：Sprite），是由檸檬蘇打、香精組成而不含咖啡因的软性饮料，由可口可樂公司生產，於1961年在美國推出市場，是可口可樂公司用來對付於1929年已經以「鋰化檸檬」（Lithiated Lemon）為名而大受歡迎的七喜飲品。雪碧主要以綠／藍色貼紙配以綠／藍或綠色透明瓶裝於市面出售。雪碧於世界超過一百九十個國家有售。在2000年代之初，可口可樂公司在美國銷售過其他水果口味的雪碧。

## 歷史
雪碧誕生於德國，原本名為Fanta Klare Zitrone（英文意思為 Clear Lemon Fanta「檸檬味芬達」，即檸檬蘇打的意思）。產品於1961年在美國以雪碧這個名字推出，用以和七喜竞争。到了二十世紀八十年代，可口可樂向負責運送七喜的大型瓶裝飲品運輸公司施壓，希望他們改為運送可口可樂旗下的飲品。雪碧最終於1989年取得檸檬蘇打市場的領先地位，可口可樂強大的運輸隊伍大概有很大的功勞。

## 各地命名
雪碧於世界各地有不同的叫法。澳大利亞及紐西蘭人乾脆叫它作 Lemonade（檸檬水）。在南非，雪碧和玉泉的檸檬汽水經常被混為一談。在瑞士部份地區，雪碧（或其他類以的檸檬味汽水）常被叫作 citro。
雪碧在港澳初推出市場時，名字譯作「是必利」，銷量欠佳；後來改變形象並改名至「雪碧」，銷量才得到改善。

## 不同口味

舊版商標

- 冰薄荷口味
- 蔓越莓口味
- 檸檬口味
- 激檸口味
- 櫻桃柑橘口味
- 綠茶口味
- 冰檸薄荷
- 櫻桃口味
- 鹹檸檬口味
- Zero口味
- 黄瓜口味
- 無糖雪碧